# Rožički Vrh
Rožički Vrh este o localitate din comuna Sveti Jurij ob Ščavnici, Slovenia, cu o populație de 215 locuitori.